# Предложный падеж
Предло́жный паде́ж — падеж в русском и ряде других славянских языков, отвечающий на вопросы: «О ком? О чём? В ком? В чём? На ком? На чём? При ком? При чём?». По происхождению русский предложный падеж восходит к индоевропейскому местному падежу (локативу) и сохраняет его значение с предлогами «в», «на», «при». В древнерусском языке этот падеж мог употребляться без предлога: Кыевѣ «в Киеве», что указывает на его изначальное значение как местного падежа; предлог об первоначально значил «вокруг».
Предлог о или об предложному падежу свойствененЛомоносов М.,  Российская грамматика. § 492
Выделяемый иногда внутри предложного особый местный падеж в лесу́ — о ле́се, в снегу́ — о сне́ге, в раю́ — о ра́е происходит от локатива исчезнувшего в русском языке IV склонения (основа на -ъ < *-ŭ).

## Примеры
- Моряк (И.п., ед.ч.) — о моряке (П.п., ед.ч.)
- Моряки (И.п., мн.ч.) — о моряках (П.п., мн.ч.)
- Сизый (И.п., ед.ч.) — о сизом (П.п., ед.ч.)
- Питающий (И.п., ед.ч.) — о питающем (П.п., ед.ч.)

## Таблица
| Русское название падежа | Вопросы (ключевые слова) | Предлоги | Окончания            | Окончания          | Окончания          | Окончания                |
| Русское название падежа | Вопросы (ключевые слова) | Предлоги | Единственное число   | Единственное число | Единственное число | Множественное число      |
| Русское название падежа | Вопросы (ключевые слова) | Предлоги | 1 скл.               | 2 скл.             | 3 скл.             | Множественное число      |
| ----------------------- | ------------------------ | --- | -------------------- | ------------------ | ------------------ | ------------------------ |
| именительный            | кто? что? (есть…)        | --- --- | -а, -я               | ---, -о, -е        | ---                | -ы, -и, -а, -я           |
| родительный             | кого? чего? (нет…)       | без (безо), для, до, из (изо), из-за, из-под (из-подо), от (ото), с (со), у, близ, вблизи, ввиду, вглубь, вдоль, взамен, вкруг, вместо, вне, внизу, внутри, внутрь, вовнутрь, возле, вокруг, впереди, вроде, вследствие, выше, заместо, изнутри, касательно, кроме, кругом, меж, между, мимо, наверху, навроде, накануне, наподобие, напротив, насчёт, ниже, около, окрест, относительно, поверх, подле, позади, позднее, позже, помимо, поперёк, посередине, после, посреди, посредине, посредством, прежде, промеж, промежду, против, путём, ради, ранее, раньше, сверх, сверху, свыше, сзади, снизу, среди, средь | -ы, -и               | -а, -я             | -и                 | ---, -ов, -ев, -ей       |
| дательный               | кому? чему? (дам…)       | к (ко), по, благодаря, вдогон, вопреки, вослед, вразрез, вслед, навстречу, назло, наперекор, наперерез, подобно, противно, согласно, сродни | -е, -и               | -у, -ю             | -и                 | -ам, -ям                 |
| винительный             | кого? что? (вижу…)       | в (во), за, на, о, об (обо), по, по-за, под (подо), про, с, через (черезо), чрез (чрезо), включая, исключая, сквозь, спустя | -у, -ю               | ---, -о, -е        | ---                | ---, -ы, -и, -а, -я, -ей |
| творительный            | кем? чем? (горжусь…)     | за, над (надо), под (подо), перед (передо), пред (предо), по-за, по-над, по-под, с (со), меж, между, промеж, промежду | -ой (-ою), -ей (-ею) | -ом, -ем           | -ю                 | -ами, -ями               |
| предложный              | о ком? о чём? (думаю…)   | в (во), на, о, об (обо), по, при | -е, -и               | -е, -и             | -и                 | -ах, -ях                 |